# Tom Rivière
Tom Rivière (* 1988) ist ein britischer Jazzmusiker (Kontrabass, Komposition).

## Leben und Wirken
Rivière studierte am Leeds College of Music. Ab Mitte der 2010er-Jahre spielte er im Jean Watson Collective (Flirting with Chet, 2016) und in Leeds im Trio Treppenwitz, mit Matthew Aplin (Piano) und Steve Hanley (Schlagzeug). 2015 war er Mitbegründer der Family Band, kannte aber deren Gruppenmitglieder Kim Macari, Riley Stone-Lonergan und Steve Hanley bereits seit 2008 aus dem Studium. Mit der Extended Family Band (erweitert um Dee Byrne, Alicia Gardener-Trejo, Andrew Woodhead) erschien 2023 The Plush Album, für das er die Kompositionen geschrieben hatte.
Bereits 2020 legte Rivière unter eigenem Namen das Soloalbum The Things Old Memories Do to Me vor. Für das Lancaster Jazz Festival 2022 schuf er „The Myth of Understanding“, ein digitales Werk, das die Form einer Website hat und eine abstrahierte Klangkarte von Lancaster darstellt, wobei komponierte und improvisierte Musik neben Field Recordings und Bildern steht, die Rivière im Frühjahr 2022 aufgenommen hatte.

## Diskographische Hinweise
- Family Band: Bring Lulu (2015)
- Treppenwitz: Short and Long Ditties (2016)
- Family Band: Board of Origin (2018)
- Treppenwitz: The Kennedys at Beaver Point (2019)
- Treppenwitz: Sister in Kith (2021)
- Family Band: 146CD (Discus Music, 2023)
- Extended Family Band: The Plush Album (2023)